# 532
532 је била преступна година.

## Догађаји
- 11. јануар – Побуна Ника у Цариграду: Гнев међу присталицама најважнијих кочијашких тимова — Плавих и Зелених — ескалира у побуну против цара Јустинијана. Наредних пет дана престоница је у хаосу. Пожари који избију током немира резултирају уништењем већег дела града. Устанак су угушили недељу дана касније Велизар и Мунд; На Хиподрому је убијено 30.000 људи.
- 23. фебруар – Цар Јустинијан I наређује изградњу нове православне хришћанске базилике у Цариграду – Аја Софије. За архитекте бира Исидора Милета и Антемија Тралског. Материјал за градњу се доноси из целог царства, као што је велико камење из каменолома у Порфирију у Египту. Запослено је више од 10.000 људи.
- Септембар – Цар Јустинијан I потписује мировни уговор, „Вечни мир“, са персијским краљем Хозројем I, чиме је окончан Иберијски рат (527-531). Обе стране су сагласне да врате све окупиране територије, а Јустинијан даје једнократну уплату од 110 центенарија (11.000 фунти злата), као допринос одбрани Кавкаских превоја.
- Битка код Аутуна - Франци, под командом краља Чилдеберта I и његовог брата Хлотара I, нападају Краљевину Бургундију. Побеђују Бургунде под краљем Годомаром код Аутуна (савремена Француска).
- Динг Ванг је извршио самоубиство, а наследио га је Сјао Ву Ди као кинески цар Северног Веја.
- Краљевство Сила осваја град-државу Геумгван Гаиа (Кореја) током периода Три краљевства.
- Прва година у којој се календар Ано Домини користи за нумерисање година.
- 17. октобар – Папа Бонифације II умире у Риму после двогодишњег епископства.

## Смрти
- Сава Освећени, монах и светитељ(р. 439)
- 17. октобар – папа Бонифације II
- Ан Динг Ванг, цар Северног Веја (р. 513)
- Чанг Гуанг Ванг, цар Северног Веја
- Еклесије, епископ Равене (приближан датум)
- Гунтеук, принцеза од Бургундије (приближан датум)
- Ипатије, византијски племић (погубљен)
- Јие Мин Ди, цар Северног Веја (р. 498)
- Помпеј, византијски политичар (погубљен)